# 克诺克-海斯特
克诺克-海斯特（荷蘭語：Knokke-Heist，荷蘭語發音：[ˌknɔkəˈɦɛi̯st]）是比利时弗拉芒大區西佛兰德省布魯日區的一个市镇，北濒北海，东与荷兰接壤，通行荷蘭語，是弗拉芒社群的一部分，面积61.59平方千米，人口33,097人（2018年1月1日）。